# Gertrude van Tijn
Gertrud Franzisca (Gertrude) van Tijn-Cohn (Braunschweig, 4 juli 1891 - Portland, 7 juli 1974) was een Nederlands maatschappelijk werkster. Zij geniet vooral bekendheid vanwege haar rol bij het Comité voor Joodsche Vluchtelingen en de Joodse Raad.

## Levensloop

### Vroege jaren
Van Tijn werd geboren in een Duits gezin van Joodse komaf. Haar ouders waren de zakenman Werner Cohn (1854-1922) en Thekla Levinson (1864-1903). Haar moeder overleed toen ze elf was. Van Tijn trok naar Berlijn en volgde de Soziale Frauenschule. Deze beroepsopleiding voor maatschappelijk werk was gestart door de feministe Alice Solomon. Haar familie stuurde haar naar Engeland, nadat ze in Berlijn een liefdesaffaire had met een jongen. In Londen werkte ze als secretaresse en sloot zich aan bij de vrouwenkiesrechtbeweging. 

### Nederland
Na de uitbraak van de Eerste Wereldoorlog was ze opeens een "vijandelijk" onderdaan. Van Tijn vertrok daarom in 1915 naar het neutrale Nederland, waar ze werk vond bij het Joods Nationaal Fonds in Den Haag. Deze organisatie kocht grond aan in Palestina voor Joodse immigranten. 
Binnen de zionistische beweging leerde ze Jacques van Tijn kennen, met wie ze in 1920 trouwde en twee kinderen kreeg. Via hem verkreeg ze de Nederlandse nationaliteit. In de tien jaar daarna woonde Van Tijn met haar man, die werkte als mijnbouwkundig ingenieur, in Zwitserland, Zuid-Afrika, Mexico, Oeganda en Tanganyika. Na haar terugkeer in Nederland ging het gezin in Blaricum wonen en vond Van Tijn werk bij het Joodse Vrouwenberaad, waar ze het hoofd werd van de afdeling maatschappelijk werk.

### Comité voor Joodsche Vluchtelingen
Na de machtsovername van de nazi's in 1933 in Duitsland kwam er een massale stroom van Joodse vluchtelingen op gang. In Nederland werd het Comité voor Joodsche Vluchtelingen opgericht, met Van Tijn als secretaresse. Ze hielp bij de opvang van de vluchtelingen, onder andere in het Werkdorp Wieringermeer, en de doorreis naar buitenlandse bestemmingen als Palestina of de Verenigde Staten. In juli 1939 was Van Tijn betrokken bij het vertrek van het schip Dora dat vanuit Amsterdam met driehonderd illegale vluchtelingen aan boord Palestina bereikte. In dezelfde periode scheidde ze van haar man Jacques.
Na de Duitse inval in mei 1940 besloot Van Tijn in Nederland te blijven, hoewel ze kansen kreeg om te vluchten. Haar ex-man en beide kinderen slaagden er wel in veilig te ontkomen. Van Tijn vond werk als hoofd van de afdeling emigratie van de Joodse Raad. In die hoedanigheid hielp ze mensen naar neutrale landen te ontkomen. Daarvoor ontving ze financiële steun van het American Jewish Joint Distribution Comittee. In mei 1941 mocht ze van de nazi-autoriteiten zelfs naar Portugal reizen om te overleggen met vertegenwoordigers van het comité. Bij terugkeer bleek dat de nazi's in hun beleid steeds minder ruimte boden voor emigratie.

### Joodse Raad
De Joodse Raad kreeg in juni 1941 het verzoek van de SS om de adresgegevens te verstrekken van de studenten van Werkdorp Wieringermeer. Het Werkdorp was op dat moment al gesloten en de meeste leerlingen verbleven in Amsterdam. Van Tijn kreeg de garantie van Klaus Barbie dat de jonge mannen teruggestuurd zouden worden naar de opleidingsboerderij. In plaats daarvan werden ze overgebracht naar het concentratiekamp Mauthausen, waar alle jongeren om het leven kwamen. De diep gekwetste Van Tijn besloot vanaf dat moment nooit meer dergelijke informatie te delen. Dat betekende niet dat ze haar werk bij de Joodse Raad neerlegde. Ze kwam aan het hoofd te staan van de Afdeling Hulp aan Vertrekkenden, die Joden hielp die op transport gingen naar het oosten. In mei 1943 weigerde Van Tijn namen door te geven van medewerkers van haar afdeling die geschikt waren voor transport. Op 25 mei 1943 werd ze bij een grote razzia zelf opgepakt. Na ingrijpen van de voorzitter van de Joodse Raad, David Cohen en Abraham Asscher, liet Ferdinand aus der Fünten Van Tijn samen met Ru Cohen als enige twee Joden weer gaan.

### Westerbork, Bergen-Belsen en Palestina
Van Tijn behoorde tot de laatste grote groep Joden die in september 1943 vanuit Amsterdam naar Kamp Westerbork vertrok. In maart 1944 ging ze op transport naar Bergen-Belsen. In juli van dat jaar maakte ze onderdeel uit van een uitwisseling. Tweehonderdtweeëntachtig Joodse gevangenen werden uitgewisseld tegen niet-Joodse Duitse burgers uit Palestina. Na aankomst in Palestina schreef Van Tijn een gedetailleerd verslag voor de Nederlandse overheid van haar ervaringen. Dit was een van de eerste ooggetuigenverslagen die de vrije wereld bereikte. 
In het rapport was Van Tijn zeer kritisch op de Joodse Raad en zijn voorzitters. Toen de deportaties begonnen zou zij zich van de Joodse Raad hebben afgekeerd. Volgens de historicus Bart van der Boom is deze stelling aanvechtbaar, omdat Van Tijn zich al in juni 1942, een maand voor de deportaties begonnen, terugtrok vanwege een conflict over de dominante aanwezigheid van Duitse Joden op haar afdeling. Bovendien keerde ze terug op een afdeling die de Joden hielp met vertrekken. Volgens Van der Boom schilderde Van Tijn de afdeling af als een "liefdadigheidsinstelling" die niets van doen had met de politiek van de Joodse Raad. De historicus toont begrip voor David Cohen die Van Tijn na de oorlog "afschuwelijke leugens" verweet.

### Naoorlogse jaren
Na de oorlog keerde Van Tijn terug in Nederland. In dienst van de Nederlandse overheid bood ze maatschappelijke hulp aan teruggekeerde Joden. Sommigen waren kritisch richting Van Tijn vanwege haar rol bij de Joodse Raad. Ze werd zelfs aangeklaagd, maar de Raad voor het Rechtsherstel verwierp de aanklacht tegen haar en prees haar voor haar inzet tijdens de oorlog. Van Tijn voelde wel dat er weinig ruimte voor haar was in Nederland en vertrok in 1946 naar het Chinese Shanghai waar ze namens de Verenigde Naties een aantal maanden werkte onder Joodse vluchtelingen. Daarna vestigde ze zich in de Verenigde Staten, waar haar kinderen woonden. Ze beëindigde haar leven in juli 1974. Op dat moment was ze al terminaal ziek.

## Wetenswaardigheden
In de in 2024 verschenen EO-serie De Joodse Raad is Gertrude van Tijn een van de hoofdpersonen. Zij werd gespeeld door Malou Gorter.
- Biografisch Portaal: 36983588
- Gemeinsame Normdatei: 1042934053
- International Standard Name Identifier: 0000 0003 9425 7247
- Library of Congress Control Number: no2013057702
- Nationale Bibliotheek van Israël: 987007511334005171
- Nederlandse Thesaurus van Auteursnamen: 128678879
- Virtual International Authority File: 288699844
- WorldCat: E39PBJrcjFRqh6B8xj6ftQQrMP